# Rennemoulin
Rennemoulin es una comuna francesa situada en el departamento de Yvelines, en la región de Isla de Francia.

## Demografía
| 126 | 101 | 107 | 114 | 122 | 128 | 107 |
| Para los censos de 1962 a 1999 la población legal corresponde a la población sin duplicidades (Fuente: INSEE [Consultar]) |     |     |     |     |     |     |